# プジョー・ホガー
プジョー・ホガー (Peugeot Hoggar) は2003年に発表されたプジョーのコンセプトカーである。

## 概要
ホガーは2シーターのオフロードモデルで、2003年のジュネーブモーターショーで発表された。ディーゼルエンジンを前後に一機ずつ搭載し、それぞれ前輪と後輪を駆動する。同じ車名のモデルとして、207ベースのピックアップトラックが存在する。
ボディはカーボン製ハニカムボディと、直径76 mm（3.0インチ）のステンレス鋼製ロールバーで作られている。ロールバーの中は空洞で、フロントから受けた風をリアへと送り、リアのエンジンを冷却している。
エンジンはターボチャージャー付き4気筒ディーゼルHDiエンジンで、排気量は2,168 cc。最高出力は133 kWを発揮する。